# 壹電視執照申請案
壹電視執照申請案，於2009年至2010年間，壹傳媒集團在台灣成立壹電視，向國家通訊傳播委員會（NCC）申請播放許可執照的案件。

## 歷史
- 2009年8月13日，壹傳媒傳訊網向NCC申請設立五個頻道，分別是新聞台、資訊綜合台、娛樂台、電影台和體育台。其中新聞台和綜合台方面，在2009年12月9日被NCC以「使用動畫表現犯罪行為」和「新聞動畫違反尺度」等理由不予許可[1][2]。而娛樂台、體育台和電影台在2009年12月2日被以「資料不全」為由被暫緩審議，在壹電視補件後，電影台和體育台分別在2010年3月31日和7月28日通過審核、獲得執照[3]。
- 2011年7月20日，壹傳媒主席黎智英親自赴NCC說明壹電視新聞台執照申請案並提出七大承諾，NCC有條件通過新聞台執照申請案[4][5][6]。

## 後續發展
壹電視有線電視上架事件
壹電視向中嘉網路洽談至有線電視上架，但並未成功。壹傳媒指控，旺旺中時媒體集團（旺中集團）利用其影響力，阻止壹電視上架。
2012年5月7日，在NCC舉辦的旺旺中時併購中嘉案（旺中案）公聽會中，壹電視行政總裁王子云說，壹電視於2012年1月突然接獲代理商告知，由於旺中集團總裁蔡衍明指示旺中寬頻阻撓，無法履約安排壹電視新聞台及壹電視電影台在中嘉網路旗下各有線電視系統第84及85頻道上架。蔡衍明未正面回應。蔡衍明之子蔡紹中回應，2011年他曾經跟王子云見過面，當時他向王子云說，旺中案還沒審過，不方便談。中嘉網路頻道代理商森森百貨董事趙世亨回應，壹電視上架率太低，中嘉網路以外的其他有線電視系統業者也沒讓壹電視上架，壹電視無法上架純粹是因為雙方談不攏價格且尚未完全完成簽約，跟蔡衍明無關。
2012年5月23日，《中國時報》報導，壹傳媒行政總裁張嘉聲日前在會見壹傳媒香港員工時表示，壹電視能上架的日子，目前無預定時間，因為有一系列程序，要去跟有線電視的經營商逐一談判，「等一些不賺錢的台下了架，我們才能上架。」張嘉聲也說，商業上的談判，沒九成也有八成了，「但編好了台，還要拿到NCC再投票。這我們控制不到，也不是由我們遞上去，而是由那些經營者遞上去的。」《中國時報》向壹電視求證，壹電視表示：王子云已下班，若有問題詢問，「必須先預約」安排訪問。
2012年10月1日，因為壹電視無法在有線電視系統上架，影響壹傳媒獲利，黎智英將壹電視出售給年代電視董事長練台生。壹電視將分批裁員，其中壹多媒體娛樂裁撤204名、壹電視裁撤300名，共計裁員504名，網樂通將會停止服務。